# Budova pošty č. 1 (Štětín)
Budova pošty č. 1 ve Štětíně (v minulosti nazývaná také Postdirektion Stettin nebo Reichspostdirektion) je budova, kterou v duchu novogotiky navrhl architekt Otto Hintze. Stavební práce probíhaly v letech 1901 až 1905. Budova je národní kulturní památkou Polska (č. A-894 z 27. srpna 1993). V současné době zde sídlí Polská pošta (úřad č. 1).
Budova nachází se na adrese aleja Niepodległości 41/42 a Bogurodzicy 1 na nároží ulice Bogurodzicy a aleji Niepodległości (městské sídliště Centrum).

## Galerie

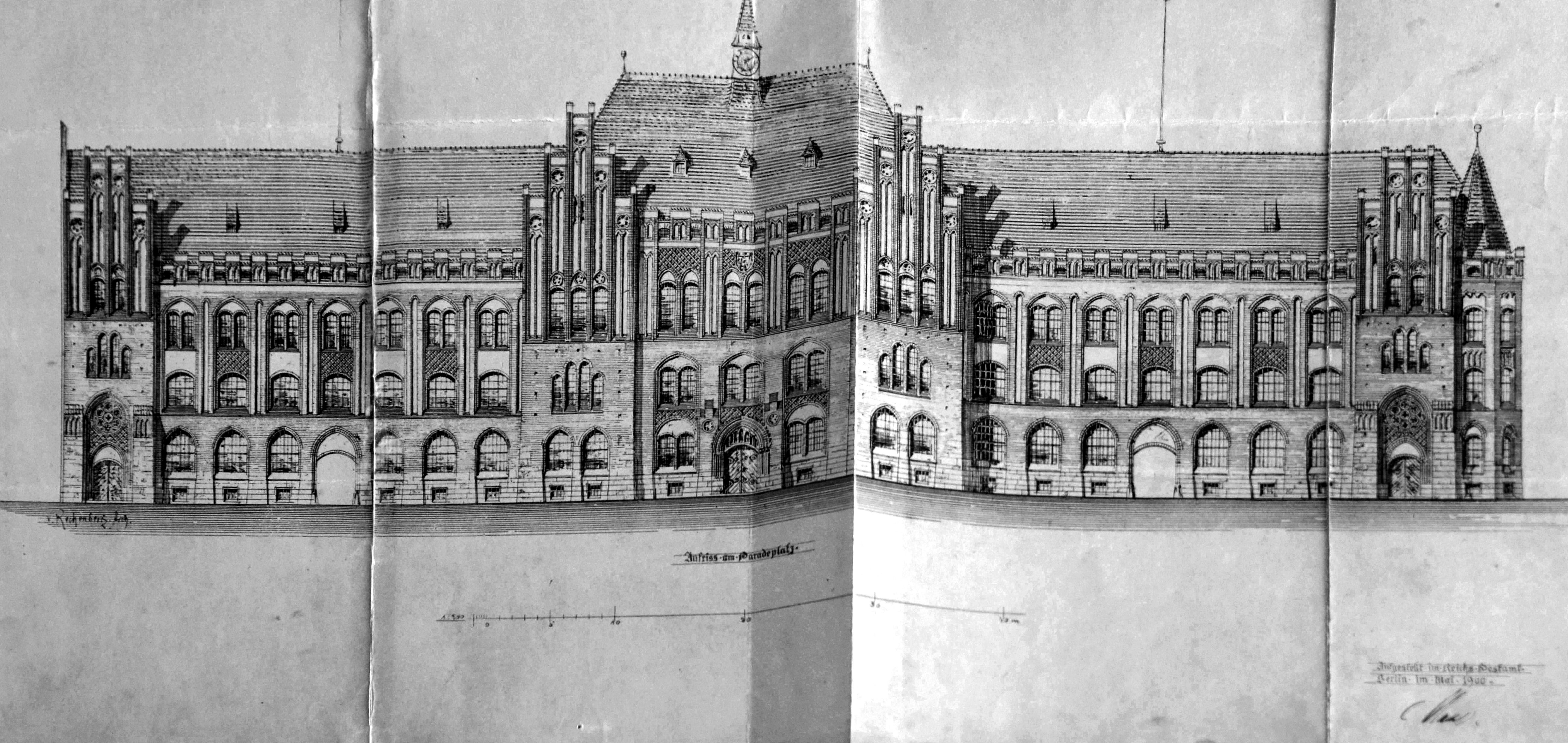
Originální (z roku 1901) kresby fasády budovy
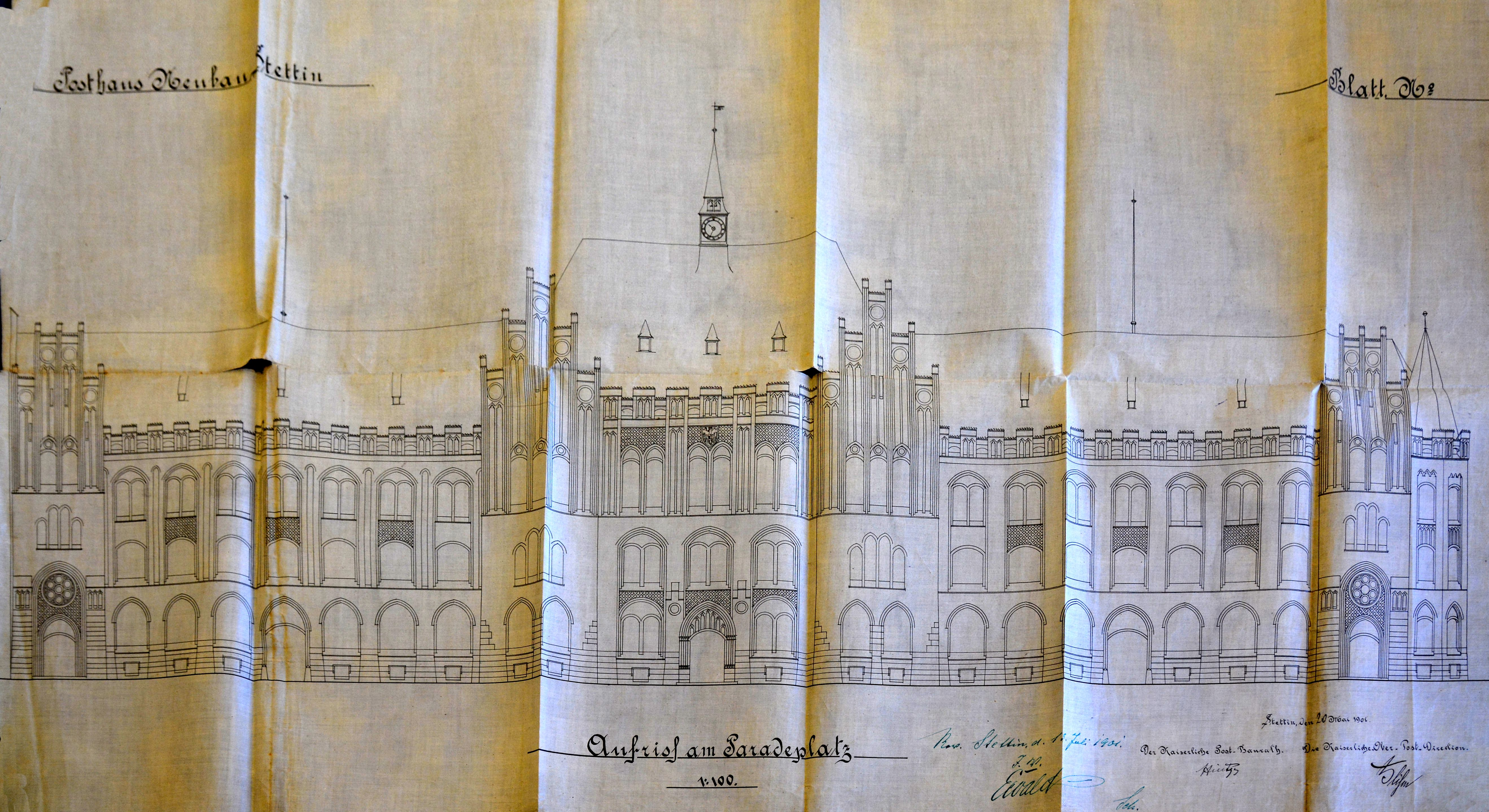
Originální (z roku 1901) kresby fasády budovy
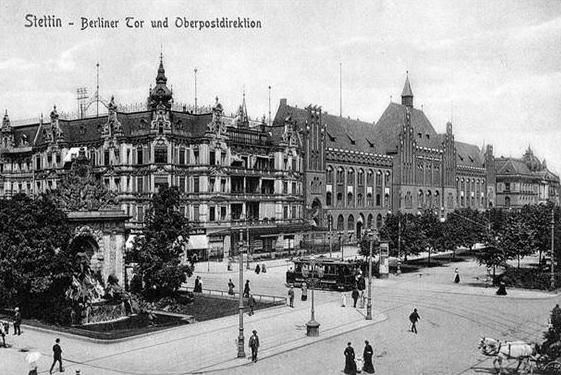
Dnešní alej Niepodległości s budovou pošty v roce 1910